# Paula Hawkins
Paula Fickes Hawkins, född 24 januari 1927 i Salt Lake City, Utah, död 4 december 2009 i Winter Park, Florida,
var en amerikansk republikansk politiker. Hon representerade Florida i USA:s senat från 1 januari 1981 till 3 januari 1987. Hon var den första kvinnliga senatorn från Florida, och den andra kvinnan som valts till senaten från södra USA. Hon var den första kvinnan i landet som valdes till en fullständig mandatperiod utan att ha en nära familjemedlem som tidigare tjänstgjorde i den positionen.
I 1978 års guvernörsval var Hawkins förlorande kandidat till viceguvernör i Florida. Två år senare blev hon invald i senaten. Hon fick 52 % av rösterna mot 48 % för demokraten Bill Gunter. Hawkins tillträdde som senator två dagar i förtid, eftersom Richard Stone redan hade avgått från senaten.
I 1986 års kongressval utmanade den sittande guvernören Bob Graham Hawkins. Demokraten Graham vann med 55 % mot 45 % för Hawkins.
Hawkins var bosatt i Winter Park, Florida. Hon var medlem av Jesu Kristi Kyrka av Sista Dagars Heliga.